# 昂丹司琼
昂丹司瓊（Ondansetron），常見商品名 Zofran，是一種用於減少手術、化療、放射治療後，惡心嘔吐的藥物。亦可用於治療腸胃炎。但對於動暈症幾乎無治療效果。本品可經口服給藥，也可以肌肉注射或靜脈注射使用。
常見的副作用包括腹瀉、頭痛、嗜睡和皮膚搔癢。嚴重的話可能誘發QT波延長或是全身性過敏反應。妊娠期間用藥似為安全，但相關證據仍不足夠。此藥物是一種高專一性的血清素5-HT3受體拮抗劑，並不會針對多巴胺受體或蕈鹼類受器。
昂丹司瓊在1990年首次被作為藥物使用。本品列名於世界卫生组织基本药物标准清单，該清單紀錄了一般衛生體系最需要的藥物。目前已是學名藥。其於開發中國家的每劑注射劑型批發價約介於0.1到0.76美金。在美國，每顆藥物大約花費1.37美金。

## 外部連結
- U.S. National Library of Medicine: Drug Information Portal – Ondansetron （页面存档备份，存于）